# کی‌سوکه اوتوگورو
کی‌سوکه اوتوگورو (به ژاپنی: 乙黒圭祐؛ زادهٔ ۱۶ نوامبر ۱۹۹۶) یک کشتی‌گیر آزادکار اهل ژاپن است. وی سابقه حضور در المپیک ۲۰۲۰ توکیو را دارد.